# Баранов, Яков Михайлович
Яков Михайлович Баранов — советский военный и государственный деятель, генерал-майор.

## Биография
Родился в 1909 году в Экономических Полянках. Член КПСС.
В РККА с 1935 года.
Участник Великой Отечественной войны: начальник штаба 244-й танковой бригады 30-го танкового корпуса 4-й танковой армии, начальник штаба 63-й гвардейской танковой Челябинской бригады, командир 63-го гвардейского танкового полка 10-го гвардейского танкового Уральского добровольческого корпуса.
В 1947—1961 годах — командир 81-го гвардейского кадрового танкового батальона, начальник штаба 25-го отдельного кадрового танкового полка 4-й гвардейской отдельной кадровой дивизии, слушатель Высшей военной академии им. Ворошилова, командир 20-й танковой дивизии, 1-й заместитель начальника отдела боевой подготовки штаба Северной группы войск, начальник отдела боевой подготовки 6-й гвардейской механизированной армии, начальник отдела боевой подготовки 6-й гвардейской танковой армии.
В отставке с 1961 года.
Умер в 1964 году в Днепропетровске.

## Награды
- Орден Красного Знамени (08.05.1944, 14.08.1944, 30.12.1956)
- Орден Кутузова II степени (10.04.1945)
- Орден Александра Невского (27.05.1945)
- Орден Отечественной войны II степени (26.05.1943)
- Орден Красной Звезды (15.11.1950)
- Орден Virtuti Militari V класса